# Munnopsis gracilis
Munnopsis gracilis är en kräftdjursart som beskrevs av Frank Evers Beddard 1885. Munnopsis gracilis ingår i släktet Munnopsis och familjen Munnopsidae.
Artens utbredningsområde är havet kring Nya Zeeland. Inga underarter finns listade i Catalogue of Life.